# 鶯谷ミュージックホール
もしかして
- うぐいすだにミュージックホール

ではありませんか？